# Razglednica »Saucy Jacky«
Saucy Jacky postcard ('razglednica Prgavi Jacky') poruka je primljena 1888., koja je potpisao Jack Trbosjek. Budući da su mnoga pisma, koja su bila šale, stizala s istim potpisom, Scotland Yard, mediji i drugi nisu znali je li to šala ili pravo pismo Jacka Trbosjeka. Sadržavala je informacije koje su policiju omogućile izdavanje faksimila s rukopisom, ne bi li ga netko prepoznao.
Tekst razglednice govori:
| I was not codding dear old Boss when I gave you the tip, you'll hear about Saucy Jacky's work tomorrow double event this time number one squealed a bit couldn't finish striaght off. Had not got time to get ears off for police thanks for keeping last letter back till I got to work again. -Jack the Ripper | Nisam strašio dobrog starog Šefa kada sam vam dao trag, o radu Prgavog Jackya čut ćete sutra dvostruki događaj ovaj put broj jedan je malo vrištala dio nije mogao dovršiti odmah. Nije imao vremena da odsječe uši za policiju hvala što si sačuvao posljednje pismo prije nego što sam se ponovo bacio na posao. -Jack Trbosjek |

Pečatirana i primljena 1. studenog, razglednica spominje da su dvije žene ubijene jako blizu jedna drugoj dvostruki događaj ovaj put. Elizabeth Stride i Catherine Eddowes ubijene su u rano jutro 30. rujna i dio Eddowesina uha nađen je otkinut na mjestu zločina. Otkinuto uho bio je rezultat sakaćenja lica koje je ubojica načinio. Neki autori tvrde da je pismo poslano prije ubojstava, objašnjavajući tako da je pismo pravo, jer šaljivac ne bi imao tako dobar uvid u zločin; no, pismo je pečatirano više od 24 sata poslije ubojstva, kasnije nego što su novinari i mještani već znali puno detalja. Policijski službenici kasnije su rekli da su identificirali specifičnog novinara kao autora razglednice i pisma Dear Boss.
Nekoliko godina nakon ubojstava razglednica je nestala iz policijskih dokumenata. Uglavnom se misli da ju je uzeo neki službenik kako bi mu bila suvenir ubojstva. Samo inačica u obliku faksimila je ostala u policiji. Iako je Dear Boss vraćen 1988., Saucy Jacky još nedostaje.

## Vanjske poveznice i reference
- Casebook: Jack the Ripper article on the Ripper letters
- Jack the Ripper: Letters From Hell, by Stewart Evans and Keith Skinner, Sutton Publishing, 2001, ISBN 0750925493